# ららぽーと高雄
ららぽーと高雄（ららぽーとたかお）は、高雄市鳳山区に所在する三井不動産商業マネジメントが経営するショッピングセンターである。

## 交通
- 鳳山西駅
- 衛武営駅